# Palazzo Zen

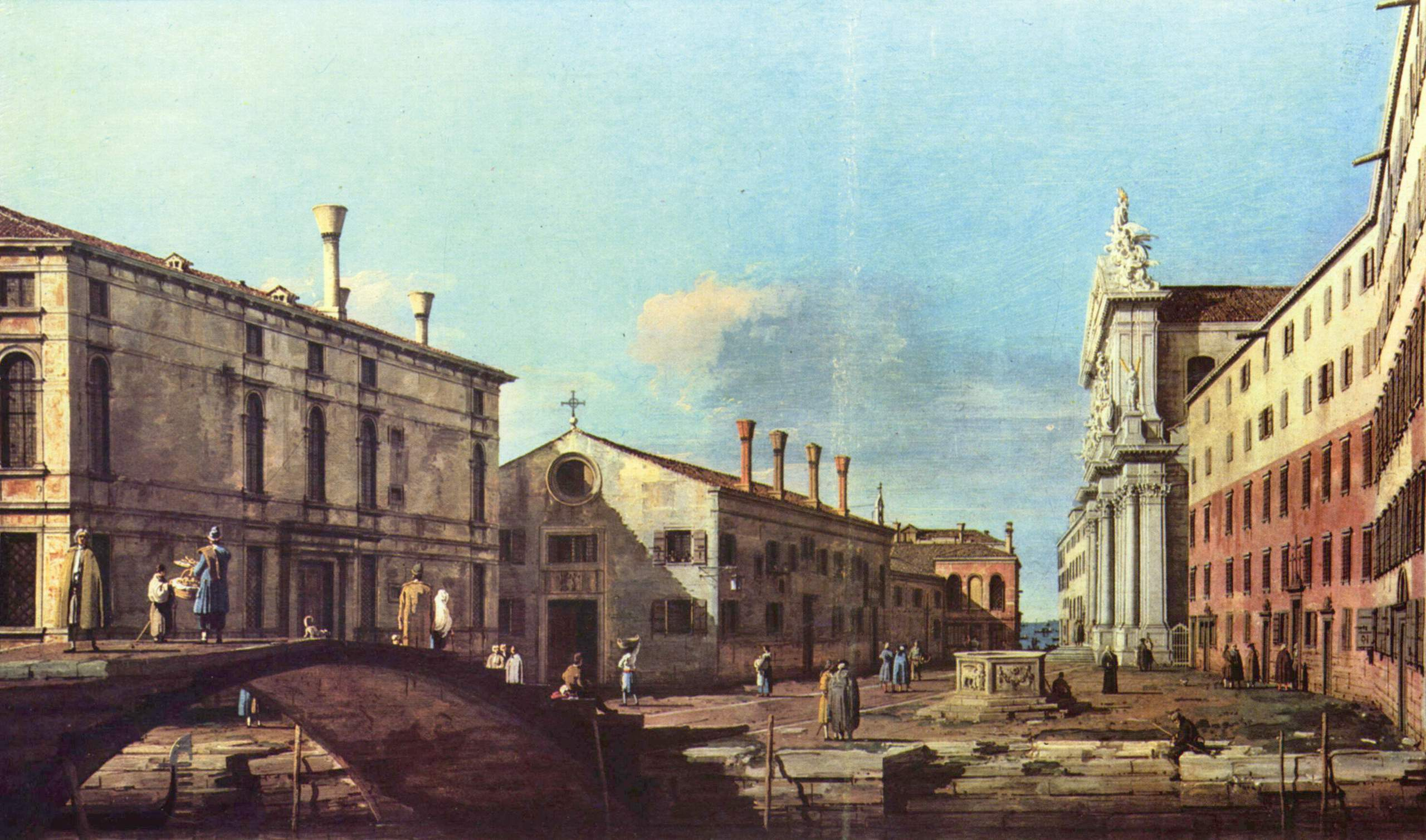
O Campo e a Igreja dos Jesuítas numa pintura de Canaletto. À esquerda, a fachada lateral do Palazzo Zen, ao centro o Oratório dos Crociferi, à direita a igreja e o antigo convento dos Jesuítas.

O Palazzo Zen, residência da família Zeno (ou Zen segundo a dicção veneziana) é um palácio de Veneza, situado no sestiere de Cannaregio, no Rio de Santa Catarina e com a fachada lateral direita voltada para o Campo dei Gesuiti (Campo dos Jesuítas).

## História e arquitectura
O palácio compõe-se por três estruturas independentes num projecto arquitectónico unitário; foi o nobre Francesco Zen, com a ajuda do amigo Sebastiano Serlio, quem projectou a transformação das anteriores construções que a família posuia neste sítio, pretendendo criar um único grande edifício monumental, que reflectisse de forma mais adequada o poder da família. O projecto foi, depois, modificado em parte no decorrer da obra devido à morte prematura de Francesco Zen e terminado em 1537 pelos três herdeiros que o adaptaram às suas exigências, tripartindo interiormente a propriedade.
A fachada voltada para o rio, que a intenção do projectista desejava que evocasse as estruturas colunadas das primeiras edificações venezianas, resulta assim caracterizada por uma fila densa de  buracos encimados por arcos, alternadamente em estilo renascentista e num estranho híbrido ogival arcaizante que na intenção primitiva devia ser gótico mas que o prolongamento dos trabalhos e a mudança de gosto o tornou assim (alguns são cegos porque eram usados como canos de fumo). Quatro sólidas varandas ornadas por ricos frisos lombardescos dominam as entradas, enriquecendo a fachada. Uma lápide recorda os dois grandes navigadores pertencentes à família e que aqui habitaram.
O edifício, em tempos, estava completamente afrescado na parte externa e alguns traços de afresco ainda estão presentes na fachada que se perfila na praceta contígua ao flanco esquerdo, denominada Campiello di S.Antonio. Alguns fragmentos dos afrescos, com preponderância de cores quentes, notam-se ao nível do piano nobile (andar nobre), próximo das janelas caracterizadas por sólidas grelhas e motivos hexagonais. Na praceta, também é visível um capitel votivo de tipologia seiscentista, provavelmente contemporâneo do palácio. Ao longo da cornija que delimita o telhado, uma série de figuras decorativas em baixo relevo, tiradas em parte da iconografia clássica renascentista (grotescos) e em parte da oriental (palmeiras e camelos), testemunha as estreitas relações comerciais e diplomáticas daquela casa veneziana com o Mediterrâneo oriental.
O interior, não visitável, é usado como apartamentos privados, conservando amplos locais de representação - na sua maioria setecentistas - ricos de estuques e de pinturas de artistas célebres, três pátios correspondentes às três antigas propriedades, vários poços para a água pluvial e talvez antigamente também com acesso à água doce subterrânea aflorante na ilha, uma torreta para avistar os navios de retorno ao porto e uma graciosa capela com cúpula. Uma passagem aérea liga o edifício principal a algumas estruturas não monumentais e ao vizinho hospício fundado com um legado dos Zen. Também servia à família para poder assistir às funções religiosas no pequeno oratório dos Crociferi, anexo ao hospício (visitável), decorado com obras de Palma il Giovane. Uma elevação setecentista sobre uma parte do edifício modifica-lhe o perfil linear e, sobrecarregando a alvenaria, fez, de facto, afundar em parte as fundações.
Outras belas casas dos Zen encontram-se na margem oposta do canal, concentradas principalmente na Salizada Seriman. Com pesar, recentemente foi destruído um belo pátio gótico e as casas que o cercavam para dar espaço a um moderno condomínio, na fachada do qual foi posto o brasão nobre dos Zen que ornava o grande arco de acesso ao rio.